# Kostadin Kostadinov
Kostadin Todorov Kostadinov (búlgaro: Костадин Тодоров Костадинов; nacido el 1 de abril de 1979) es un político búlgaro de extrema derecha. Es el presidente del partido ultranacionalista Renacimiento (búlgaro: Възраждане, Vazrazhdane).
Kostadinov es conocido por sus posturas anti-UE y anti-OTAN, su antiamericanismo y sentimiento antioccidental, la difusión de teorías de conspiración sobre el COVID-19 y el cambio climático, sus frecuentes declaraciones misóginas, sexistas, homofóbicas, transfóbicas, racistas y xenófobas, así como por sus puntos de vista antiinmigrantes... Kostadinov también ha expuesto fuertes puntos de vista antigitanos, describiendo a los gitanos como "parásitos" y "alimañas no humanas que no tienen lugar en Bulgaria". 
El 15 de junio de 2023, un grupo de "Vazrazhdane" ( Revival), encabezados por el diputado del partido Emil Yankov, atacaron un cine que proyectaba una película LGBTQ+ 

## Carrera política
En 2014, Kostadinov fundó el partido Renacimiento.

### IMRO-BNM
En 1997, Kostadin se convirtió en miembro de IMRO - Movimiento Nacional Búlgaro (búlgaro: ВМРО-БНД) y su coordinador para el noreste de Bulgaria (2002-2009). Fue coordinador regional de VMRO-BNM en las provincias de Varna, Shumen y Dobrich de 2002 a 2009, y de 2007 a 2012 fue miembro del Comité Ejecutivo Nacional de IMRO-BNM. En 2013 abandonó el partido debido a la reelección de su líder, Krasimir Karakachanov, y ese mismo año se postuló como miembro del también partido nacionalista NFSB.

### Partido Renacimiento
Participó en la fundación del partido Renacimiento de extrema derecha en Bulgaria en junio de 2014. La asamblea constituyente tuvo lugar en Pliska.
El 3 de noviembre de 2019, Kostadinov y Renacimiento realizaron una segunda vuelta para la alcaldía de Varna (la tercera ciudad más grande de Bulgaria) y acumularon un 14,3% en la primera ronda de votaciones y un 35,99% en las segundas vueltas.
Renacimiento obtuvo un apoyo del 2,45% en las elecciones parlamentarias de abril de 2021, manteniéndose por debajo del 4,0% necesario para ingresar al parlamento. En las elecciones parlamentarias de julio de 2021 obtuvo el 2,97%. En las elecciones generales de 2021, Revival reunió un 4,86% y entró en el parlamento ganando 13 escaños.

## Controversias
Es conocido por su sentimiento prorruso y ha llamado a agredir físicamente a las personas que no se ajustan a sus puntos de vista, llamándolos nombres como "chusma" y "escoria estúpida" que deberían ser "sacados como animales peligrosos".
Kostadinov también ha expuesto puntos de vista fuertes contra los gitanos, describiendo a los gitanos como "parásitos" y "alimañas no humanas que no tienen cabida en Bulgaria".
En el verano de 2020, el Tribunal de Sofía inició un procedimiento para la destitución de "Renacimiento" como partido político, alegando que se había establecido de manera fraudulenta mediante la recopilación de firmas falsificadas. Sin embargo, en mayo de 2021, la Corte Suprema de Casación falló a favor del partido de Kostadinov, estableciendo que no hubo irregularidades. En septiembre de 2020, Kostadinov fue detenido por la policía durante las protestas contra el fiscal jefe Ivan Geshev y la administración de Borisov. Su partido también se ha destacado por su oposición a muchas de las medidas de control de la pandemia de COVID-19, la promoción de teorías de conspiración y sus fuertes reservas con respecto a las vacunas contra el COVID-19. En marzo de 2022, se reveló que Kostadinov había recibido una prohibición de 10 años para ingresar a Ucrania, lo que se ha atribuido a la orientación incondicionalmente prorrusa de su partido en el contexto de la invasión rusa de Ucrania en 2022.